# Jacob Tomuri

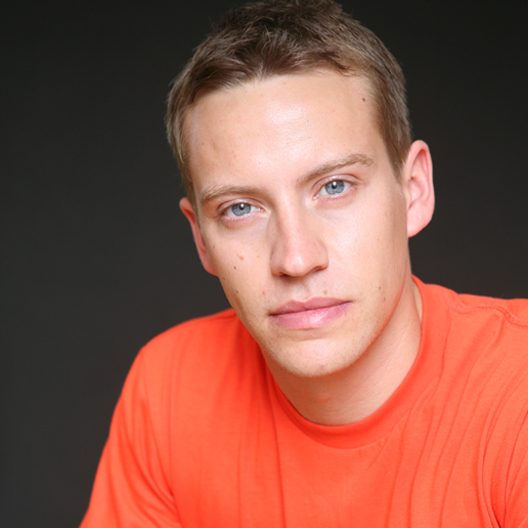
Jacob Tomuri

Jacob Adam Tomuri (* 4. Dezember 1979 in Wellington) ist ein neuseeländischer Filmschauspieler und Stuntman.

## Leben
Jacob Tomuri wuchs in Porirua auf und wurde nach Beendigung seiner Schulausbildung von seiner Mutter ermutigt, es als Schauspieler zu versuchen. 1999 wurde er als einer der Hauptdarsteller der Fernsehserie The Tribe gecastet, in der er bis 2001 in über 50 Episoden zu sehen ist.
Unmittelbar neben seinen Erfahrungen als Schauspieler hat Tomuri eine Ausbildung zum Stuntman absolviert, so dass er zwischen 2001 und 2003 in allen drei Teilen der Der-Herr-der-Ringe-Trilogie in zahlreichen Actionsequenzen zu sehen war. Im Jahr 2007 übernahm er eine kleine Rolle in dem Horrorfilm 30 Days of Night. 2008 wurde er Stuntman in der ebenfalls in Neuseeland produzierten Fantasyserie Legend of the Seeker – Das Schwert der Wahrheit, in der er 2009 auch als Gastdarsteller zu sehen war. Im selben Jahr bekam er auch eine kleine Rolle in James Camerons Film Avatar – Aufbruch nach Pandora.
Tomuri hat eine Ausbildung in Shaolin Kung Fu genossen und bildet bereits Sportler und Stuntmen aus. Er lebt heute in Auckland.
Neben seiner Muttersprache Englisch spricht er auch Japanisch, Spanisch und Maori.

## Filmografie (Auswahl)
- 2000: The Tribe
- 2003: Peter Pan
- 2007: 30 Days of Night
- 2009: Avatar – Aufbruch nach Pandora
- 2015: Mad Max: Fury Road
- 2015: Legend
- 2015: The Revenant – Der Rückkehrer (The Revenant)
- 2018: Venom
- 2018: Mortal Engines: Krieg der Städte
- 2024: Furiosa: A Mad Max Saga